# Rotstirn-Seidenkuckuck
Der Rotstirn-Seidenkuckuck (Coua reynaudii), auch Roststirn- oder Rotstirncoua genannt, ist eine auf Madagaskar endemisch vorkommende Kuckucksart der Gattung der Seidenkuckucke (Coua).

## Merkmale
Der Rotstirn-Seidenkuckuck wird inklusive der Steuerfedern etwa 38–40 cm lang. Die Haube und Stirnpartie ist namensgebend rötlich braun gefärbt. Das restliche Gefieder ist oberseits dunkelgrün bis oliv gefärbt, die Steuerfedern schimmern dunkelblau. Die Bauchseite ist grau. Der Orbitalring ist blau mit schwarzer Umrandung. Es gibt keinen Sexualdimorphismus.

## Verbreitung und Lebensraum
Der Rotstirn-Seidenkuckuck kommt im Norden und Osten Madagaskars vor. Er bevorzugt dichte Vegetation wie tropische Regenwälder, Sekundärwälder und andere, dicht bewachsene Habitate bis in 2.500 m Höhe. Die Art wird seitens der IUCN auf Grund der Häufigkeit und des großen Verbreitungsgebietes als nicht gefährdet angesehen.

## Lebensweise
Der Rotstirn-Seidenkuckuck bewegt sich meist paarweise am Boden in Wäldern mit dichtem Unterwuchs fort. Dort sucht er nach Nahrung, die hauptsächlich aus Käfern, Grillen, Gespenstschrecken, Spinnen und Schmetterlingen, inklusive der Raupen besteht. Seltener werden kleine Echsen oder Früchte und Samen verzehrt. Bei Gefahr flüchtet er meist rennend, anstatt zu fliegen.

## Etymologie und Forschungsgeschichte
Jacques Pucheran beschrieb den Rotstirn-Seidenkuckuck unter dem heutigen Namen Coua Reynaudii. Als Fundort nannte er Madagaskar. »Coua« ist eine madagassische Onomatopoesie für den Ruf des Spitzschopf-Seidenkuckuck (Coua cristata), der wie »Koa« klingt. Louis Pierre Vieillot nannte diesen 1817 Le Coulicou Coua (Coccyzus cristatus), war sich aber nicht sicher, ob sich Coua von seinem Ruf oder einer anderen Eigenschaft ableitet. So war es Heinrich Rudolf Schinz, der 1821 die Gattung der Seidenkuckucke für den Riesen-Seidenkuckuck (Coua gigas) einführte, der später auch der Rotstirn-Seidenkuckuck zugeschlagen wurde. Das Artepitheton ist Jean Reynaud (1806–1863) gewidmet.